# Formosatettixoides yunnanensis
Formosatettixoides yunnanensis är en insektsart som beskrevs av Zheng, Z. och B. Mao 1997. Formosatettixoides yunnanensis ingår i släktet Formosatettixoides och familjen torngräshoppor. Inga underarter finns listade i Catalogue of Life.